# Èsquil de Cnidos
Èsquil de Cnidos (en llatí Aeschylus, en grec antic: Αἰσχύλος Aiskhúlos) va ser un famós orador d'origen grec, el més cèlebre de l'Àsia Menor del seu temps, procedent de Cnidos de Cària.
Va ser contemporani de Ciceró (segle i aC), que el menciona en una obra seva.